# Hugo Gunckel Lüer
Hugo Gunckel Lüer est un botaniste chilien, né le 10 août 1901 à Temuco et mort à le 17 juillet 1997 à Santiago.

## Liste partielle des publications
- "Helechos de Chile" Monografías Anexos de los Anales de la Universidad de Chile, 245 pp.
- "Bibliografía Moliniana" Fondo Andrés Bello, 166 pp.